# Citroën C8
De Citroën C8 is een Europese minivan van automerk Citroën voor het vervoer van 6, 7 of 8 personen. De C8 werd in 2002 op de markt gebracht om de Citroën Evasion te vervangen. De Citroën C8 deelt veel van z'n techniek met de Peugeot 807, Fiat Ulysse en de Lancia Phedra.
De binnenruimte is erg ruim, met veel opbergvakken en een uitgebreide basisuitrusting. Met twee schuifdeuren (in optie elektrisch) kan ook uitgestapt worden in nauwe parkeerplaatsen. In full-option is de Citroën uitgerust met een dvd-speler, Xenon lampen en een boordcomputer met navigatiesysteem en airco. De C8 kreeg geen opvolger en het gat werd opgevuld door de C4 Grand Picasso en de Jumpy.

## Motoren

#### Benzinemotoren
| 2002 - 2008 | 2002 - 2008 | 2002 - 2008 | 2002 - 2008 | 2002 - 2008 | 2002 - 2008 | 2002 - 2008              | 2002 - 2008   | 2002 - 2008    | 2002 - 2008 |
| Type        | Motor       | Motor       | Motor       | Vermogen    | Koppel      | Overbrenging             | 0–100 km/h    | Topsnelheid    | Jaartal     |
| Type        | Inhoud      | Cilinders   | Kleppen     | Vermogen    | Koppel      | Overbrenging             | 0–100 km/h    | Topsnelheid    | Jaartal     |
| ----------- | ----------- | ----------- | ----------- | ----------- | ----------- | ------------------------ | ------------- | -------------- | ----------- |
| 2.0 16V     | 1.998 cm³   | 4-in-lijn   | 16V         | 103 kW      | 190 Nm      | 5-bak / 4-traps automaat | 12,2 / 14,4 s | 185 / 178 km/h | 2002 - 2008 |
| 3.0 24V     | 2.946 cm³   | V6          | 24V         | 155 kW      | 285 Nm      | 4-traps automaat         | 11,0 s        | 205 km/h       | 2002 - 2006 |
| 2008 - 2013 |             |             |             |             |             |                          |               |                |             |
| 2.0 16V     | 1.998 cm³   | 4-in-lijn   | 16V         | 103 kW      | 190 Nm      | 5-bak / 4-traps automaat | 12,2 / 14,4 s | 185 / 178 km/h | 2008 - 2011 |

#### Dieselmotoren

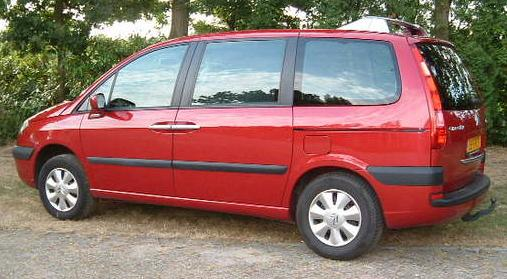
Linkerachterzijde.

| 2002 - 2008  | 2002 - 2008 | 2002 - 2008 | 2002 - 2008 | 2002 - 2008 | 2002 - 2008 | 2002 - 2008              | 2002 - 2008   | 2002 - 2008    | 2002 - 2008 |
| Type         | Motor       | Motor       | Motor       | Vermogen    | Koppel      | Overbrenging             | 0–100 km/h    | Topsnelheid    | Jaartal     |
| Type         | Inhoud      | Cilinders   | Kleppen     | Vermogen    | Koppel      | Overbrenging             | 0–100 km/h    | Topsnelheid    | Jaartal     |
| ------------ | ----------- | ----------- | ----------- | ----------- | ----------- | ------------------------ | ------------- | -------------- | ----------- |
| 2.0 HDiF     | 1.997 cm³   | 4-in-lijn   | 16V         | 81 kW       | 270 Nm      | 5-bak / 4-traps automaat | 14,6 / 16,1 s | 174 / 167 km/h | 2002 - 2006 |
| 2.0 16V HDiF | 1.997 cm³   | 4-in-lijn   | 16V         | 103 kW      | 320 Nm      | 6-bak                    | 12,5 s        | 190 km/h       | 2006 - 2008 |
| 2.2 HDiF     | 2.179 cm³   | 4-in-lijn   | 16V         | 97 kW       | 314 Nm      | 5-bak                    | 13,6 s        | 182 km/h       | 2002 - 2006 |
| 2008 - 2013  |             |             |             |             |             |                          |               |                |             |
| 2.0 16V HDiF | 1.997 cm³   | 4-in-lijn   | 16V         | 103 kW      | 320 Nm      | 6-bak                    | 12,5 s        | 190 km/h       | 2008 - 2011 |
| 2.0 16V HDiF | 1.997 cm³   | 4-in-lijn   | 16V         | 101 kW      | 320 Nm      | 6-bak                    | 10,5 s        | 190 km/h       | 2011 - 2013 |
| 2.0 16V HDiF | 1.997 cm³   | 4-in-lijn   | 16V         | 122 kW      | 370 Nm      | 6-bak / 6-traps automaat | 9,8 / 10,9 s  | 203 / 196 km/h | 2011 - 2013 |
| 2.2 16V HDiF | 2.179 cm³   | 4-in-lijn   | 16V         | 129 kW      | 370 Nm      | 6-bak / 6-traps automaat | 10,8 / 11,7 s | 200 / 197 km/h | 2008 - 2009 |